# 邓燕萍
邓燕萍（1987年6月2日—），广东遂溪人，中国女子赛艇运动员。她曾代表中国参加世界赛艇锦标赛，获得二枚金牌，均来自女子轻量级四人双桨项目。